# Liste des ministres kényans des Affaires étrangères

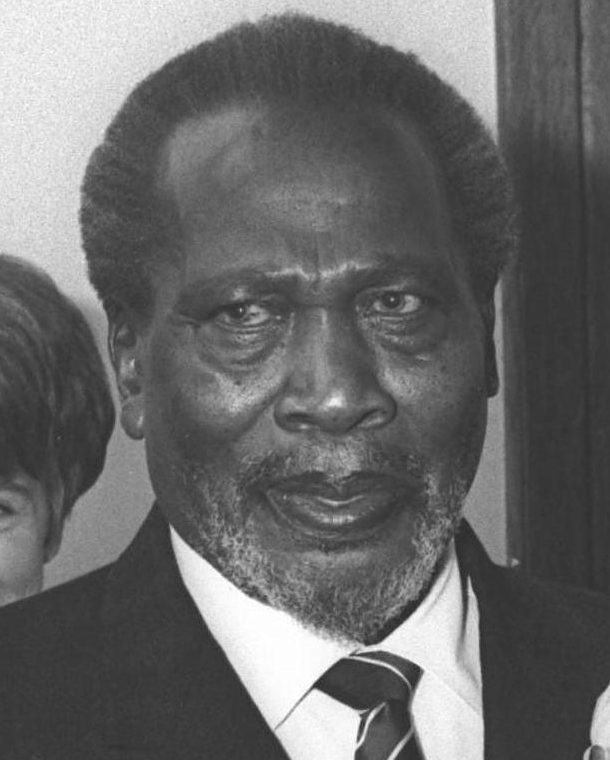
Jomo Kenyatta, premier ministre des Affaires étrangères du Dominion du Kenya, de 1963 à 1964.

Liste des ministres des Affaires étrangères du Kenya depuis son indépendance le 12 décembre 1963 :
- Dominion du Kenya :
  - Jomo Kenyatta (1963–1964)
- République du Kenya :
  - Joseph Murumbi (en) (1964–1966)
  - Mbiyu Koinange (en) (1966–1967)
  - James Nyamweya (en) (1967–1968)
  - C.M.G. Argwings Kodhek (1968–1969)
  - Mbiyu Koinange (en) (1969)
  - Njoroge Mungai (en) (1969–1974)
  - Munyua Waiyaki (en) (1974–1979)
  - Robert Ouko (1979–1983)
  - Elijah Mwangale (en) (1983–1987)
  - Zachary Onyonka (en) (1987–1988)
  - Robert Ouko (1988–1990)
  - Wilson Ndolo Ayah (en) (1990–1993)
  - Kalonzo Musyoka (1993–1998)
  - Bonaya Godana (en) (1998–2001)
  - Christopher Obure (en) (2001)
  - Marsden Madoka (en) (2001–2003)
  - Kalonzo Musyoka (2003–2004)
  - Chirau Ali Mwakwere (en) (2004–2005)
  - Raphael Tuju (2005–2008)
  - Moses Wetangula (2008-2010)
  - George Saitoti (faisant fonction) (2010-2011)
  - Samson Kegeo Ongeri (en) (26 mars 2012-20 mai 2013)
  - Amina Mohamed (20 mai 2013-26 janvier 2018)
  - Monica Juma (26 janvier 2018 - 14 janvier 2020)
  - Raychelle Omamo (14 janvier 2020 - 27 octobre 2022)
  - Alfred Mutua (en) (octobre 2022 - octobre 2023)
  - Musalia Mudavadi (depuis octobre 2023)